# Apache ServiceMix
Az Apache ServiceMix egy vállalati szintű nyílt forráskódú elosztott vállalati szolgáltatás sin (angol mozaik szóval ESB) és szolgáltatásorientált architektúra (SOA). Nulláról építették fel a Java Business Integration (JBI) specifikáció (JSR 208) szemantikáján és API-jain és az Apache Licenc alatt adták ki. A ServiceMix 4 szintén teljes mértékben támogatja az OSGi-t.
A ServiceMix pehelysúlyú, könnyen beágyazható, integrált Spring támogatással rendelkezik és képes futni a hálózat szegélyén (kliensen vagy szerveren belül), mint önálló ESB szolgáltató vagy mint szolgáltatás egy másik ESB-n belül. A ServiceMix használható Java SE és Java EE alkalmazásszerverekben.
A ServiceMix azActiveMQ-t használja azért, hogy biztosítson távoli elérést, fürtözést, megbízhatóságot és elosztott 'failover'-t. Az alap keretrendszer, amit a ServiceMix használ nem más, mint a Spring és az XBean.
A ServiceMix-et a SOA infrastruktúra projektekben gyakran együtt használják a következőkkel: Apache ActiveMQ, Apache Camel és Apache CXF .
Független gyártóktól - beleértve a FuseSource Corp.-ot is - rendelkezésre áll vállalati támogatás is a ServiceMix-re. A FuseSource csapat biztosítja a ServiceMix Fuse ESB nevű vállalati verzióját, amely tesztelt, tanúsított és támogatott változat.
Kiegészítésként telepíthető funkciók:
- BPM motor az Activiti-vel
- JPA támogatás Apache OpenJPAn keresztül
- XA tranzakciókezelés a JTA-n és az Apache Aries-n keresztül

Az ESB főbb jellemzői:
- Federáció, fürtözés és konténer által biztosított 'failover'
- Üzleti objektumok menet közbeni telepítése és életciklus menedzsmentje
- Gyártó függetlenség a gyártók által licencelt termékektől
- JBI specifikációnak (JSR 208) való megfelelés
- OSGi 4.2 specifikációnak való megfelelés az Apache Felixen keresztül[3]
- OSGi Enterprise támogatás Apache Aries segítségével

Hivatalos Apache projektté az ASF igazgatótanácsának döntése értelmében 2007. szeptember 19-én vált.

## Fordítás
Ez a szócikk részben vagy egészben  az   Apache ServiceMix című angol Wikipédia-szócikk ezen változatának fordításán alapul.  Az eredeti cikk szerkesztőit annak laptörténete sorolja fel. Ez a jelzés csupán a megfogalmazás eredetét és a szerzői jogokat jelzi, nem szolgál a cikkben szereplő információk forrásmegjelöléseként.